# Théophile Alexandre Steinlen

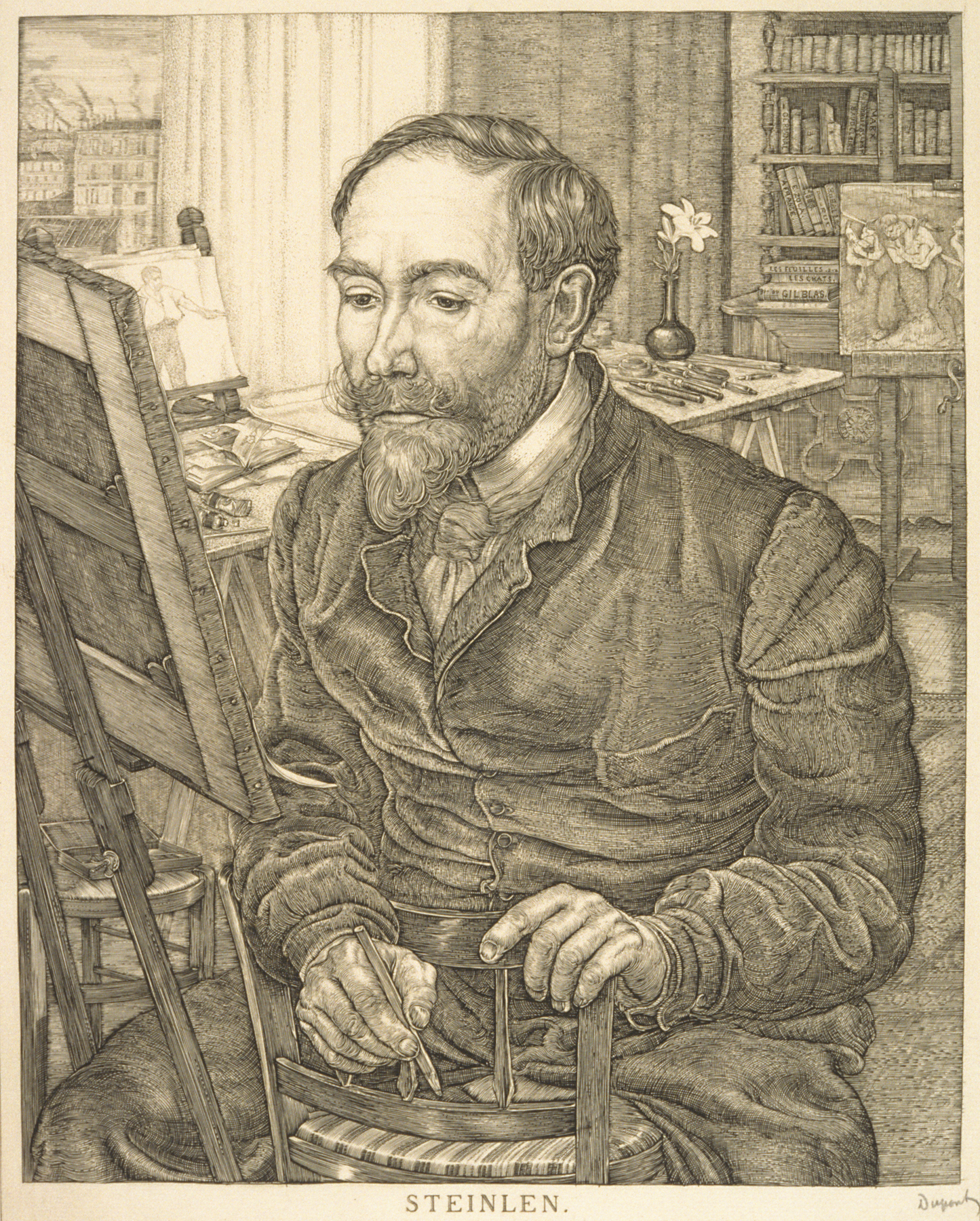
Steinlen retratado por Pieter Dupont

Théophile Alexandre Steinlen, conocido como Steinlen (Lausanne, 10 de noviembre de 1859-París, 13 de diciembre de 1923) fue un pintor y litógrafo modernista francés nacido en Suiza. Conocido por sus diseños y carteles del París de la Belle Époque.

## Biografía
Steinlen nació el 10 de noviembre de 1859 en Lausanne, estudió filosofía en la universidad local antes de trabajar en una fábrica de diseño textil en Mulhouse (Francia), llegó a París en 1881, para dedicarse al dibujo de forma profesional. Animado por Francois-Louis David Bocion frecuentó el barrio de Montmartre en París, donde hizo amistad con Adolphe Willette, Toulouse-Lautrec, y el círculo de artistas de Le Chat Noir. Sus habituales colaboraciones para la revista ‘Le Chat Noir’ le sirvieron para hacerse un nombre.
Realizaba ilustraciones para publicaciones satíricas publicándolas bajo el seudónimo de Jean Caillou, trabajó también para las revistas Le Rire, Gil Blas, L'Assiette au Beurre y Les Humouristes, entre otras. Comprometido con el socialismo de la época, colaboró con el periódico Le Chambard socialiste, donde firmaba con el seudónimo de ‘Petit Pierre’.
Presentó su obra en el Salon des Indépendants y entre sus dibujos abundan los paisajes, algunos desnudos, temas florales, con una especial predilección por los gatos.
Falleció a los 64 años de edad, fue enterrado en el Cementerio Saint-Vincent, de Montmartre. Su obra está repartida en museos como el Museo van Gogh, de Ámsterdam; el Hermitage de San Petersburgo, el Museo Metropolitano de Arte o la National Gallery of Art, en Washington.

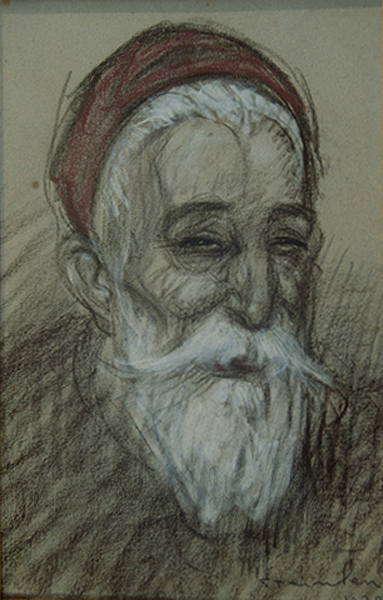
Anatole France
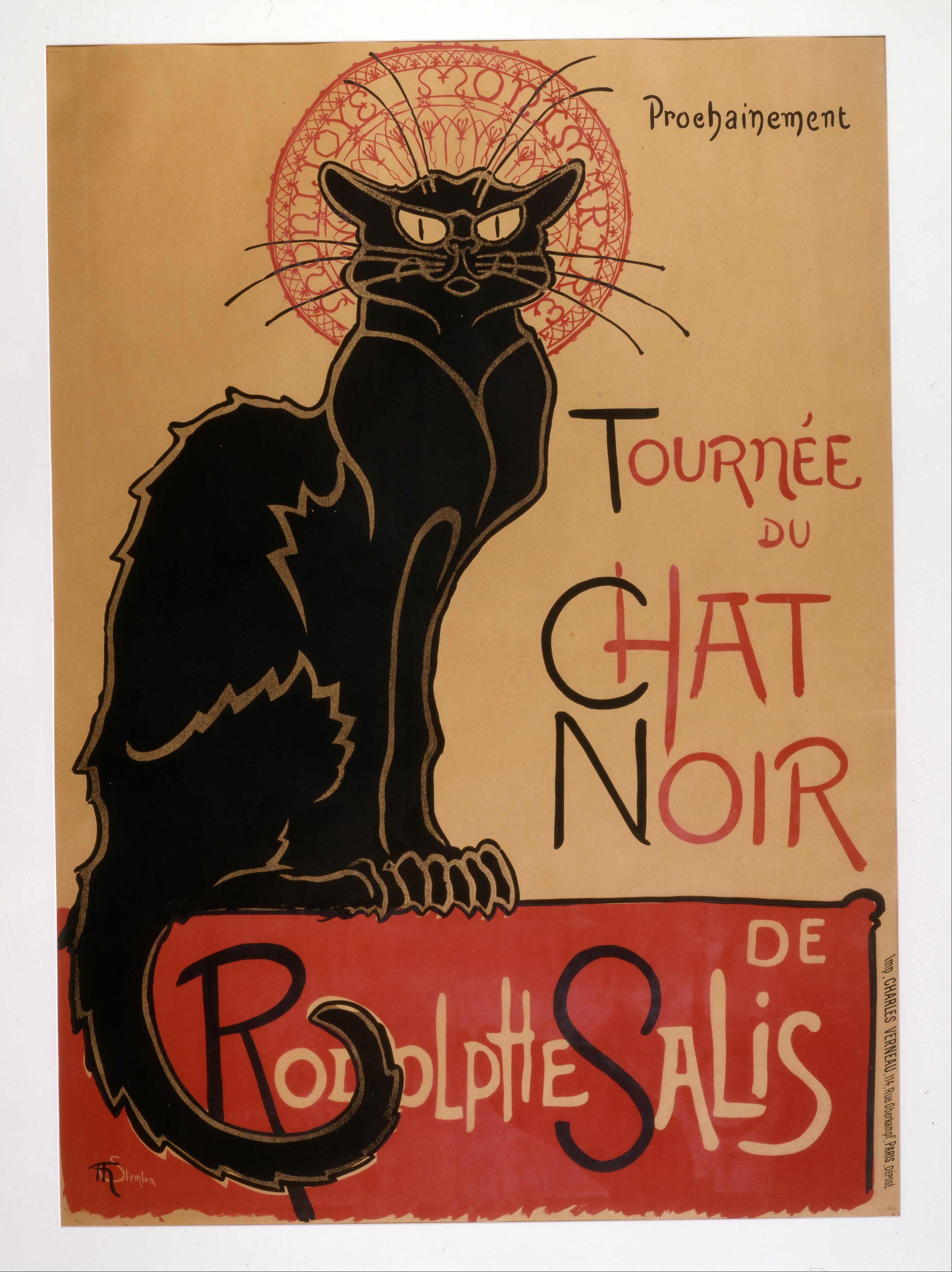
Cartel de Le Chat Noir (1896)
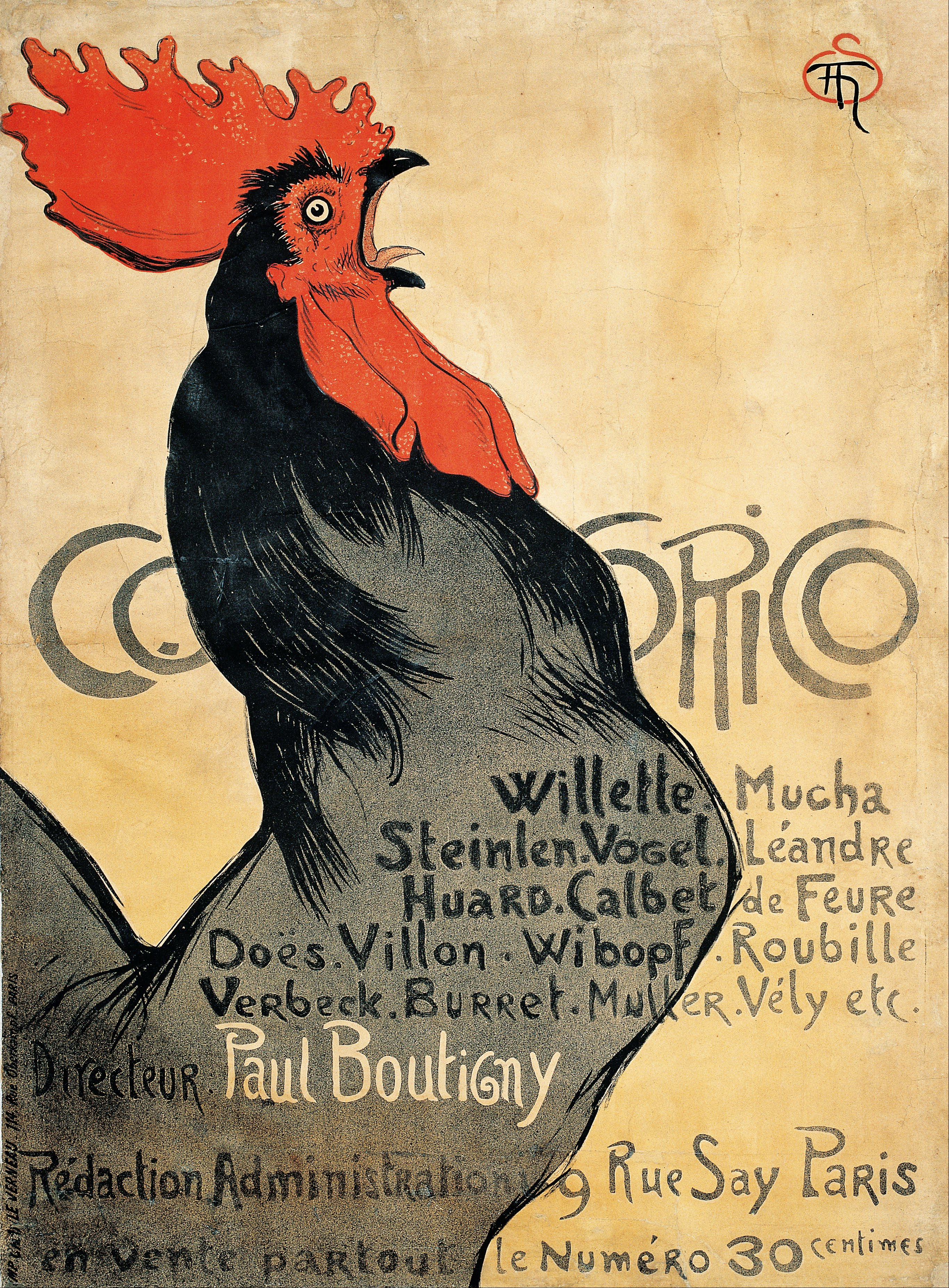
Cocorico (1899)
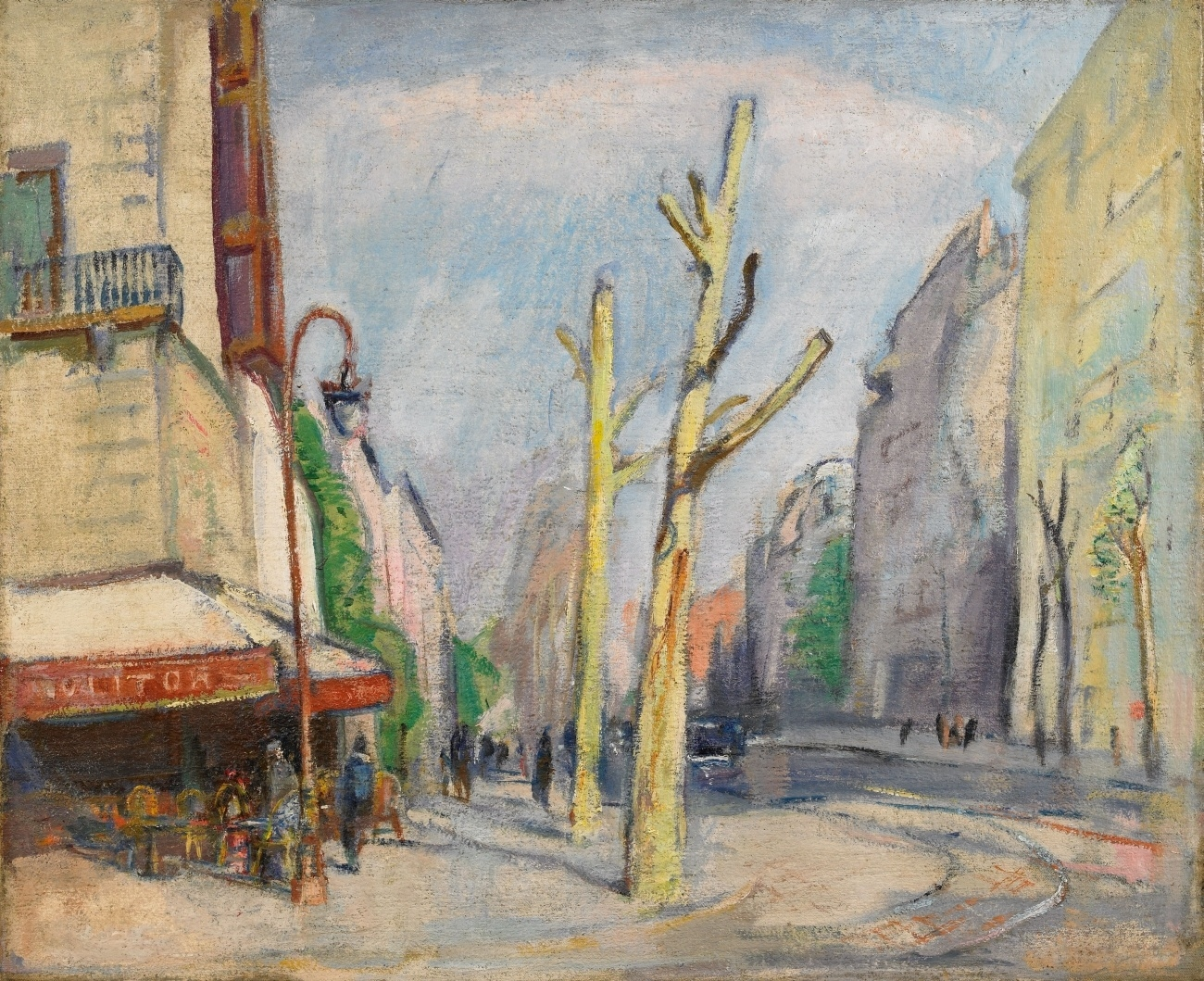
Café à Léon (1921)